# 巴西利德
巴西利德（羅馬化：Basilídēs）是早期基督教诺斯底派宗教导师，活跃于公元117年至138年。他宣称自己继承了使徒马提亚的教导，可能师从米南德或彼得的门徒格勞西亞斯。他的言论据称记录在《巴西利德福音》中。